# La Gárgola
La Gárgola es el séptimo álbum de estudio de la banda estadounidense Chevelle. Fue lanzado el 1 de abril de 2014 en los EE. UU. y en el Reino Unido, el 9 de junio de 2014.
Joe Barresi, quien produjo el álbum más reciente de la banda, Hats Off to the Bull, regresó como productor para este álbum.

## Lista de canciones
| N.º | Título                | Duración |  |
| 1.  | «Ouija Board»         | 4:04     |  |
| 2.  | «An Island»           | 5:11     |  |
| 3.  | «Take Out the Gunman» | 4:18     |  |
| 4.  | «Jawbreaker»          | 4:43     |  |
| 5.  | «Hunter Eats Hunter»  | 5:44     |  |
| 6.  | «One Ocean»           | 5:45     |  |
| 7.  | «Choking Game»        | 5:10     |  |
| 8.  | «The Damned»          | 4:06     |  |
| 9.  | «Under the Knife»     | 3:52     |  |
| 10. | «Twinge»              | 4:39     |  |

## Miembros
- Pete Loeffler - Guitarra y voz
- Dean Bernardini - Bajo
- Sam Loeffler - Batería